# Altenburger Land
Altenburger Land là một huyện ở Thüringen, Đức. Các huyện giáp ranh (từ phía tây theo chiều kim đồng hồ) là: huyện Greiz, the Burgenlandkreis (Saxony-Anhalt), và huyệns Leipziger Land, Mittweida, Chemnitzer Land, Zwickauer Land ở Sachsen.
Huyện với ranh giới như ngày nay được lập năm 1922 với tên "Altenburg". Năm 1952, có một cuộc cải cách hành chính chia huyện thành hai đơn vị nhỏ hơn Altenburg và Schmölln. Hai đơn vị này đã được sáp nhập again in 1994, nhưng với tên "Altenburger Land".

## Địa lý
Altenburger Land là huyện cực đông của bang Thuringen. Đây là vùng nông nghiệp. Sông chính chảy qua khu vực là Pleiße, nhánh của Weiße Elster, chảy qua huyện theo hướng nam bắc. Vùng Osterland tạo thành chân đồi cực nam của dãy núi Erzge.

## Các thị xã và đô thị
| Thị xã không thuộc ‘‘Verwaltungsgemeinschaft’’             | và các đô thị                              |
| ---------------------------------------------------------- | ------------------------------------------ |
| 1. Altenburg 2. Gößnitz 3. Lucka 4. Meuselwitz 5. Schmölln | 1. Heyersdorf 2. Nobitz 3. Ponitz 4. Saara |

| Verwaltungsgemeinschaften | Verwaltungsgemeinschaften | Verwaltungsgemeinschaften |
| --- | --- | --- |
| - 1. Altenburger Land 1. Altkirchen 2. Dobitschen 3. Drogen 4. Göhren 5. Göllnitz 6. Großröda 7. Lumpzig 8. Mehna1 9. Starkenberg | - 2. Oberes Sprottental 1. Heukewalde 2. Jonaswalde 3. Löbichau 4. Nöbdenitz1 5. Posterstein 6. Thonhausen 7. Vollmershain 8. Wildenbörten - 3. Pleißenaue 1. Fockendorf 2. Gerstenberg 3. Haselbach 4. Treben1 5. Windischleuba | - 4. Rositz 1. Kriebitzsch 2. Lödla 3. Monstab 4. Rositz1 - 5. Wieratal 1. Frohnsdorf 2. Göpfersdorf 3. Jückelberg 4. Langenleuba-Niederhain1 5. Ziegelheim |
| 1thủ phủ của Verwaltungsgemeinschaft                                                                                              | | |